# William Henry Ashley
William Henry Ashley (Powhatan, Virginia, 1778 — Condado de Cooper, Misuri, 26 de marzo de 1838) fue un comerciante de pieles pionero, empresario y político estadounidense.

## Biografía
Aunque oriundo de Virginia, Ashley ya se había trasladado a St. Genevieve en lo que entonces se llamaba la Luisiana, cuando fue comprada por los Estados Unidos a Francia en 1803. Esa tierra, más tarde conocida como Misuri, se convirtió en el hogar de Ashley durante la mayoría de su vida adulta. Ashley se trasladó a San Luis alrededor de 1808 y se convirtió en un general de brigada (Brigadier General) en la milicia de Misuri durante la guerra de 1812. Antes de la guerra, había hecho algunas inversiones especulativas en bienes raíces y consiguió una pequeña fortuna manufacturando pólvora de una veta de salitre extraída en una cueva cerca de la cabecera de Misuri de la corriente del río. Cuando Misuri fue admitido como estado en la Unión, Ashley fue elegido primer teniente gobernador (Lieutenant Governor), cargo en el que sirvió desde 1820 hasta 1824.

## Comercio de pieles
En 1822, Ashley y su socio Andrew Henry —un fabricante de balas al que conoció a través de su negocio de la pólvora— fundaron la Compañía de Pieles de las Montañas Rocosas («Rocky Mountain Fur Company») y publicaron un famoso anuncio en los periódicos de San Luis, buscando un centenar de:

«[...] jóvenes emprendedores... para remontar el río Misuri hasta su origen, donde serán empleados por uno, dos o tres años.
[...] enterprising young men ... to ascend the river Missouri to its source, there to be employed for one, two, or three years.

Los hombres que respondieron a este llamado serán conocidos como los «Cien de Ashley» (Ashley's Hundred). Entre 1822 y 1825, la Compañía de Pieles de las Montañas Rocosas organizó varias expediciones a gran escala para la captura de pieles en las montañas occidentales. Fundó un puesto comercial cerca de la desembocadura del río Yellowstone y fue forzado por los indígenas a abandonarlo, instituyendo en su lugar un punto de reunión en 1825, donde los tramperos se reunían anualmente para negociar. Eso dio lugar al sistema de encuentros anuales entre los comerciantes de piel, en el que los cazadores, los indios y los comerciantes se reúnían anualmente en un lugar predeterminado para intercambiar pieles, suministros, bienes y dinero: el Rocky Mountain Rendezvous. Los hombres de Ashley son oficialmente acreditados por haber redescubierto en el invierno de 1824 el paso Sur (South Pass) en la divisoria continental de las Américas. Sus innovaciones en el comercio de pieles permitieron a Ashley ganar una gran cantidad de dinero y reconocimiento, y ayudaron a abrir la parte occidental del continente a la expansión estadounidense.
En 1826, dirigió una expedición al Valle del Lago Salado. Al sur del Gran Lago Salado, descubrió el lago Utah, que nombró Lake Ashley. Estableció Fort Ashley en su ribera para comerciar con los nativos. Durante los siguientes tres años, el fuerte «recogió más de ciento ochenta mil dólares en pieles». En 1828 exploró el norte del actual estado de Colorado, remontando el río Platte Sur a la base de la cordillera Front, luego de ascender el río Cache la Poudre hasta las llanuras de Laramie y desde ahí al río Green.

## Ashley el político
En 1826 William H. Ashley ya había hecho una fortuna y decidió retirarse del negocio y vendió la compañía de comercio de pieles a Jedediah Smith y algunos de sus hombres, y dedicó sus energías a la política. Como miembro del Jacksonian Party, ganó las elecciones a la Cámara de Representantes de los Estados Unidos en 1831, 1832 y 1834. En 1836 se negó a postularse para un cuarto mandato en el Congreso, y en su lugar se postuló para gobernador de Misuri, perdiendo. Muchos atribuyen su derrota a su postura cada vez más pro-empresarial en el Congreso, lo que le alejó de los jacksonianos rurales. Después de la derrota, volvió a hacer dinero en bienes raíces, pero su salud empeoró rápidamente y murió de neumonía a la edad de 54 años. William H. Ashley está enterrado sobre un túmulo nativo en el condado de Cooper, Misuri, con vistas al río Misuri.